# L'ombra che scivola
L'ombra che scivola (The Slithering Shadow), noto anche col titolo L'ombra ghermisce, è un racconto breve fantasy di Conan il barbaro scritto da Robert E. Howard nel 1933.

## Trama
Dopo essere sfuggito allo sterminio dell’esercito del Principe Almuric, di cui Conan faceva parte, il cimmero si trova a vagare in un deserto assieme a Natala, una giovane schiava. Poiché hanno terminato le scorte di acqua e di cibo, i due appaiono destinati ad una triste sorte, tuttavia riescono ad intravedere una città e la raggiungono. Dopo un breve scontro con un uomo che inizialmente pareva morto, la coppia entra in un edificio dove avviene l'incontro con Thalis, una donna stigiana. Costei li informa che si trovano a Xuthal, un’antica città i cui abitanti sono soliti fare uso di una droga estratta dal loto nero, che li riduce in uno stato di morte apparente.
Conan e la sua compagna vengono inoltre a sapere che la popolazione di Thalis adora una divinità dalla forma di un rospo enorme, che vaga per le strade placando la sua fame cibandosi dei cittadini. Il barbaro e Natala decidono quindi di abbandonare quel luogo, però Thalis rapisce la ragazza con l'intento di donarla in sacrificio al mostro. Questo tentativo non riesce poiché Thog si accanisce inizialmente sulla stigiana, per poi avventarsi su Natala. Prima che ciò accada Conan interviene e dopo un duro scontro, il cimmero riesce a salvare la giovane, tuttavia le ferite da lui riportate sono estremamente gravi.
Questa volta è Natala ad aiutare il suo compagno grazie ad una pozione trovata all'interno dell'edificio, che lo aiuta a ristabilirsi. Il racconto termina con i due che abbandonano la città per tornare nel deserto.

## Storia editoriale
- L'ombra che scivola fu pubblicato per la prima volta su Weird Tales a settembre del 1933.[1]
- Nel 1952 il racconto fu inserito nel volume The Sword of Conan.
- Questa storia venne anche inserita nella raccolta antologica Conan the Adventurer (Conan l'avventuriero), edita nel 1966.
- Il racconto fu adattato per il ventesimo volume della collana a fumetti The Savage Sword of Conan, edito dalla Marvel Comics a luglio del 1977.[3]
- Il racconto fu adattato per il tredicesimo volume  della collana a fumetti Conan le Cimmérien, edito da Glenat pubblicato a gennaio 2022 con il titolo di Xuthal la Crépusculaire, sceneggiatura di Christophe Bec e disegni di Stevan Subic[4].